# Bremsnesfjorden
Bremsnesfjorden er en fjord i Averøy og Kristiansund kommuner på Nordmøre i Møre og Romsdal fylke i Norge. Fjorden går 11 kilometer fra Norskehavet i sydlig retning mellem Averøya på vestsiden og Kirklandet, Innlandet og Frei på østsiden. Indenfor Sildvoldneset på Frei fortsetter fjorden som Kvernesfjorden videre indover.
Fjorden har indløb fra Norskehavet mellem Øksenvågen i vest og Meldalsholmen ved Kristiansund i øst. Kristiansund by ligger på østsiden af fjorden. Lige indenfor indløbet går Brunsvikbukta ind til Brunsvika på Kirklandet og lidt længere mod syd  går Sørsundet ind til centrum af byen på nordsiden af øen Innlandet. Mellem Innlandet og Frei, som indtil 2008 var en selvstændig kommune, ligger Bolgsvaet. På Frei går Møstavågen ind til bygden Møst.
På Averøya ved fjorden ligger Bremsnes, som fjorden er opkaldt efter.
I december 2009  åbnede Atlanterhavstunnelen under Bremsnesfjorden, mellem Averøy og Kristiansund.